# Gold Dust (Tori Amos)
Gold Dust è il tredicesimo album in studio della cantautrice e pianista statunitense Tori Amos, pubblicato nell'ottobre del 2012, ad un solo anno di distanza dal precedente Night of Hunters. L'album contiene brani dell'artista pubblicati tra il 1992 e il 2009 rivisitati e modificati secondo un genere più classico; stile che aveva già adottato nell'album precedente.

## Tracce
1. Flavor – 4:08
2. Yes, Anastasia – 4:17
3. Jackie's Strength – 4:32
4. Cloud on My Tongue – 4:23
5. Precious Things – 4:44
6. Gold Dust – 5:45
7. Star of Wonder – 3:46
8. Winter – 5:45
9. Flying Dutchman – 6:21
10. Programmable Soda – 1:27
11. Snow Cherries from France – 3:01
12. Marianne – 4:08
13. Silent All These Years – 4:33
14. Girl Disappearing – 4:06

Deluxe Edition iTunes
1. Maybe California – 4:20
2. Flavor (Video) – 4:26
3. Gold Dust (Video) – 6:08
4. Behind the Scene of Flavor (Video) – 4:23

Deluxe Edition Amazon (UK)
1. Snow Angel – 3:42
2. Flavor (Video) – 4:26
3. Gold Dust (Video) – 6:07
4. Behind the Scene of Flavor (Video) – 4:23